# アラン・アルコーン

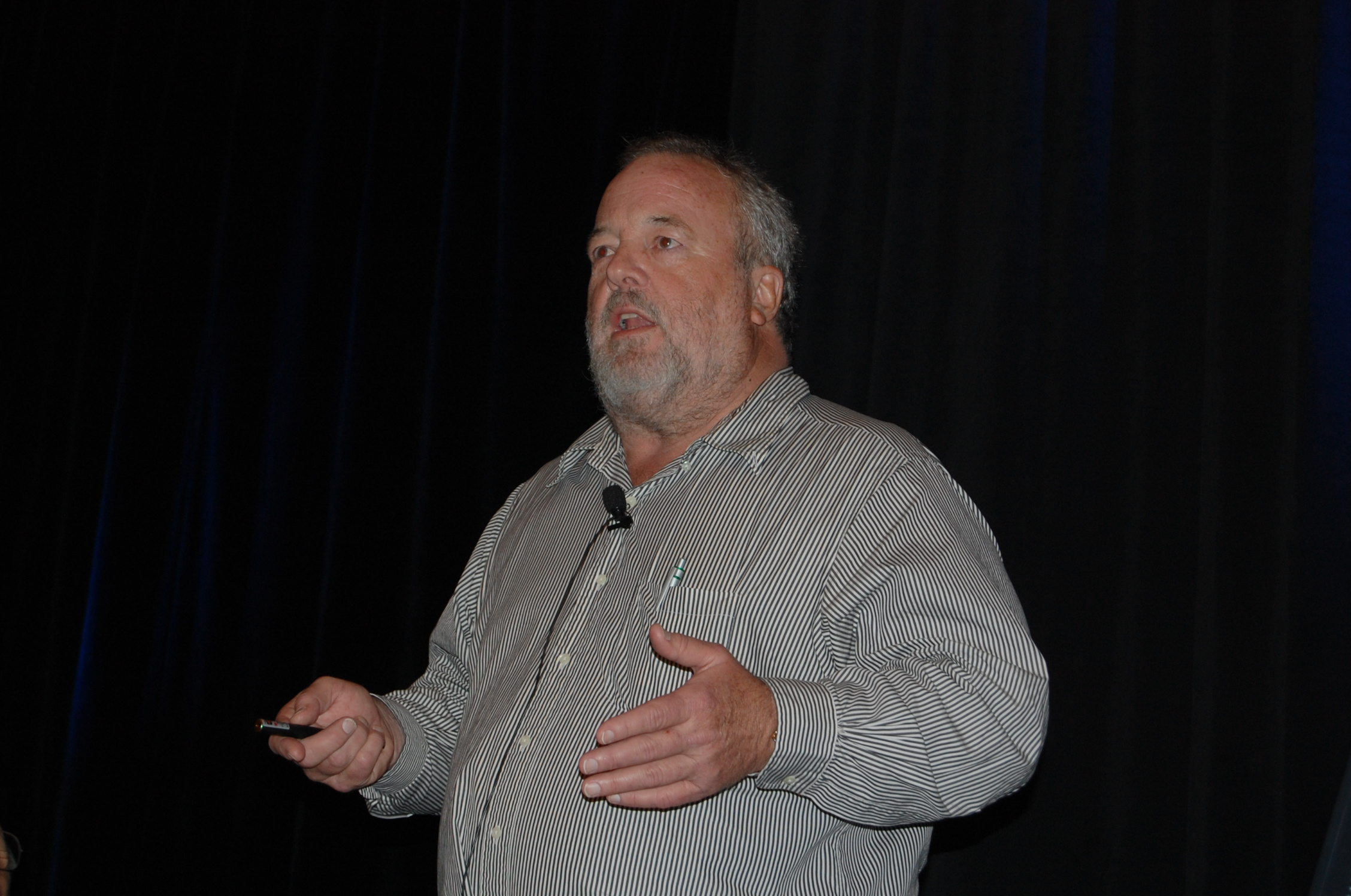
アラン・アルコーン（2008年）

アラン・アルコーン（Allan Alcorn、1948年1月1日 - ）はアメリカの計算機科学者で、コンピュータゲームの『ポン』を生み出したことで知られている人物。

## 経歴
アメリカカリフォルニア州サンフランシスコで育ち、カリフォルニア大学バークレー校で学び、電気工学と計算機科学の学位を得て1971年に卒業。
アンペックス社で勤務。その会社でテッド・ダブニー（en:Ted Dabney）らと出会ったことが、アタリ社、Apple、シアンエンジニアリング、チャック E. チーズなどとの縁と発展していった。

『ポン』

アタリ社で『ポン』のゲーム開発をノーラン・ブッシュネルとともに行った。このポンは1970年代に大ヒットしたゲームとなり、アルコーンはAtari 2600のゲームにもかかわった。

### Apple社誕生のきっかけへの関与
アルコーンはApple社が誕生したきっかけとも関係がある。1974年にスティーブ・ジョブズがアタリ社の仕事をしたいと応募してきた時に彼を雇ったのはアルコーンであった。
当時、アタリ社は「楽しんで、お金を稼ぐ」というキャッチコピーの求人広告をサンノゼ・マーキュリー新聞に掲載していて、それを見てジョブズが応募した。アタリ社のロビーにサンダル履きでボサボサの髪の毛という姿で現れて、人事部長に向かって「仕事をくれるまで帰らない」などと言い張った。当時アルコーンはアタリ社のチーフエンジニア（エンジニア長）だったので、人事部長からこう言われた。「ロビーにヒッピーが現れて、雇うまで帰らないって言い張ってる。どうする？ 警察を呼ぼうか？ それともとりあえず入れてやろうか？」 。そこでアルコーンが「入れてやって」と言い、ジョブズの外見にとらわれず雇う決断をした。後にアルコーンが語ったことによると、具体的には次のようなやりとりだったという。ドアから入ってきたのは18歳のヒッピー少年で仕事が欲しいと言うから、「そうか、どこの学校に通っている？」と尋ねると「リード」と言うので「リードって、技術系の学校かい？」と尋ねたら、「違うね。文系の学校」と言い、おまけに退学したとも言ったが、続いてジョブズはテクノロジーに対する情熱を語り始め、才気に溢れていた。「まだ18歳だったし、お値打ちな存在だと思えた、だから雇うことにしたんだ！」とアルコーンは語った。このなにげない決断が、一種の連鎖反応を生み、Apple IやApple IIやMacintoshというパーソナルコンピュータの誕生やiPhoneの誕生にまで繋がってゆき、世界の技術を変えてゆくことになった。
（後に、アルコーンはApple社の技術フェローとなる。）

### Atari Cosmosの開発
アタリ社でノーラン・ブッシュネルが解任されRay Kassarが後任の社長となると、アタリ社はゲーム開発会社というよりマーケティングの会社になっていった。ブッシュネルがいた段階では新しいテクノロジーを創造することに挑戦していたが、Kassarは既存の技術を活かして儲けることを好んだ。アルコーンは家庭用ゲームの新世代機を開発したいと思っていたが、Kassarはその逆で、Atari VCSに代わるゲーム機についてすら考えようとしなかった。
1978年の暮れごろまでにアルコーンはエンジニアを集めてen:Atari Cosmosと呼ばれるゲーム機の開発を始めた。Atari VCSとは違ってテレビ受像機には繋がないもので、発光ダイオードを利用するものだった。どちらもゲームカートリッジを使うが、Cosmosのカートリッジは小さくて、サイズが4インチ x 5インチのmylarで、おまけにエレクトロニクスを必要としないものだったので製造原価がとても安くて済み、市場価格をわずか10ドルに抑えられるものだった。
アルコーンの技術チームには2名の新しいエンジニアがいて、アルコーン直属だった。ひとりはハリー・ジェンキンス（Harry Jenkins）で、スタンフォード大学を卒業したばかり。もうひとりはロジャー・ヘクター（Roger Hector）で、プロジェクトデザイナーの仕事をしていた。Cosmosではゲームの見栄えを良くするためにオーバーレイという技術を使った。この技術はアタリの生み出した技術の中でも特に画期的なものだった。

### 他
アタリ社は、ホロソニックス（Holosonics）社という倒産してしまった会社の特許を使用するために銀行と交渉をしていた。このホロソニックスはホログラム（つまりレーザーで3次元イメージを出現させる技術）の会社で世界のホログラム関連の特許のほとんどを押さえていた。アルコーンはホログラム技術を用いたゲーム製品を大量生産するために2名の専門家（Steve McGrewとKen Haynes）を雇い入れた。

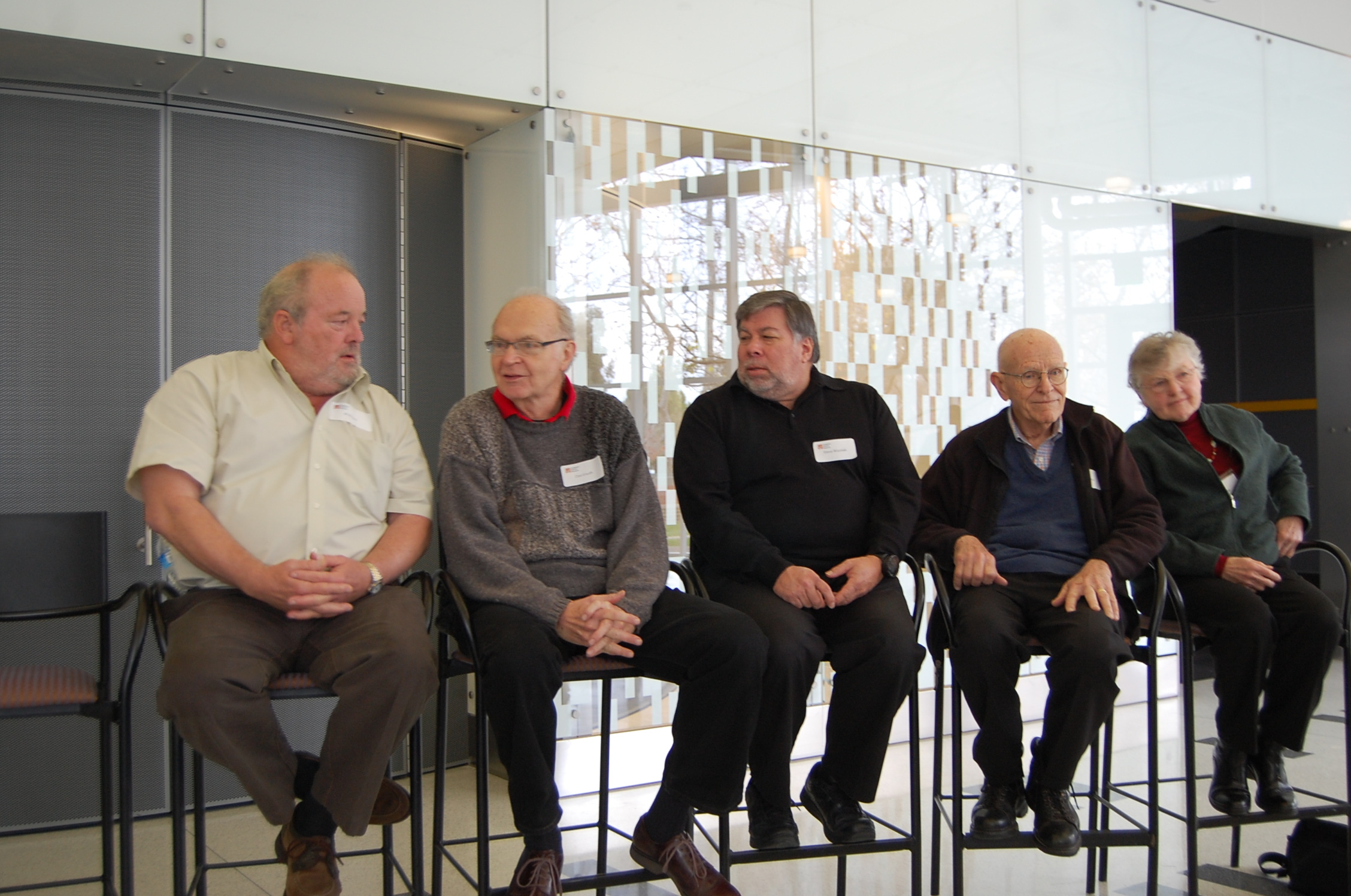
アメリカのコンピュータ歴史博物館（Computer History Museum）で開催されたRevolution exhibitionというイベントで並んで座った、コンピュータの歴史で重要な役割を果たした人物たち。左端が当記事のアラン・アルコーン。その右はドナルド・クヌース、スティーブ・ウォズニアック、マックス・ヴァーノン・マシューズ、フランシス・E・アレン。